# Stazione di Vitoria-Gasteiz
La stazione di Vitoria-Gasteiz (in basco: Gazteizko Geltokia; in spagnolo Estación de Vitoria-Gasteiz) è la principale stazione ferroviaria di Vitoria-Gasteiz, Spagna.
Inaugurata nel 1862 è situata sulla linea che collega Madrid con Irun e Hendaye.